# Myklebustdalen
61°43′35″N 6°36′11″Ø / 61.72639°N 6.60306°Ø
Myklebustdalen er en dal beliggende  i den østlige del af  Gloppen kommune i Vestland fylke i Norge. Dalen er en v-dal med bratte fjeldsider og går nord/syd fra Byrkjelo til Stardalen i Jølster. Søen Sanddalsvatnet ligger i bunden af dalen, omringet af frodige landbrugsområder.
Sandal kraftværk ligger overfor Sandalsvatnet og udnytter faldet i Sandalselva i sin produktion. Der findes flere elve og vandfald i området, f.eks. Spirefossen. Den har et fald fra gletsjeren ovenfor på 690 meter.
En række fjelde i området er kendte for deres høje fald ned mod dalen. Myklebustbreen dækker bjergene mod øst, hvor fjeldet Snønipa på 1.827 moh. er det højeste punkt. Vora er et sagnomspundet fjeld i området, som blev knyttet til hekseprocesserne i Nordfjord. Det blev fortalt, at heksene mødtes til sabbat på dette bjerg. Tre navngivne kvinder blev brændt på bålet efter beskyldninger om, at de havde mødt selveste djævelen på Vora.

## Eksterne kilder og henvisninger
1. ↑  tidsskriftforeningen.no Heksenes julekveld – Julemotiv i norske trolldomsprosesser (Webside ikke længere tilgængelig) (pdf-fil s. 7)

- Naturvernforbundet: (Webside ikke længere tilgængelig) Myklebustdalen, Sandalsvatnet og fjella